# Bah
Bah ist ein westafrikanischer, u. a. gambischer Familienname.

## Namensträger
- Abdoulie Bah (Politiker) (1948–2018), gambischer Politiker, Lord Mayor of Banjul
- Abdoulie Bah (Journalist) (* 1990), gambischer Journalist
- Abdoulie Bah (Fußballspieler) (* 1997), gambischer Fußballspieler
- Alassane Bah (* 1960), guineischer Marathonläufer
- Alexander Bah (* 1997), dänischer Fußballspieler
- Alice Bah Kuhnke (* 1971), schwedische Politikerin
- Amadou Oury Bah (* 1958), guineischer Politiker, siehe Bah Oury
- Aminata Bah (* 1994), malische Siebenkämpferin
- Awa Bah (auch Awa Bah-Jammeh; * um 1973), gambische Richterin
- Belco Bah (1958–2020), malischer Politiker
- Bubacarr Bah, gambischer Mathematiker
- Dawda Bah (* 1983), gambischer Fußballspieler
- Dawda J. K. Bah, gambischer Politiker
- Doubia Bah (* 1967), ivorische Handballspielerin
- Fatoumatta Bah-Barrow (* 1974), gambische First Lady
- Hadja Idrissa Bah (* 1999), guineische Aktivistin für Kinder- und Frauenrechte
- Hamat Bah (* 1960), gambischer Politiker
- Haymenn Bah-Traoré (* 1997), togoisch-deutscher Fußballspieler
- Ibrahima Sory Bah (* 1999), belgischer Fußballspieler
- Jainaba Bah (* 1963), gambische Aktivistin, Politikerin und Diplomatin
- Juma Bah (* 2006), sierra-leonischer Fußballspieler
- June Bah, gambischer Seyfo
- Lionel Bah (* 1980), französisch-ivorischer Fußballspieler
- Mama Tumani Bah († 1953), gambischer Imam
- Mamadou Bah (Judoka) (* 1962), guineischer Judoka
- Mamadou Bah (Fußballspieler) (* 1988), guineischer Fußballspieler
- Mamadou Bah (Schwimmer) (* 1999), guineischer Schwimmer
- Mamadou Oury Bah (* 1958), guineischer Politiker, siehe Bah Oury
- Mamadou Samba Bah (* 1995), guineischer Judoka
- Mariam Bah (* 1976), ivorische Taekwondoin
- Mariama Sonah Bah (* 1978), guineische Judoka
- Mohammed El-Mokhtar Ould Bah (1924–2023), mauretanischer Islamwissenschaftler
- Momodou Alieu Bah, gambischer General und Politiker
- Momodou Lamin Bah (Imam) (1906–1993), gambischer Imam
- Momodou Lamin Bah (Diplomat), gambischer Manager und Diplomat
- Momodou Lamine Bah (Leichtathlet) (* 2000), gambischer Sprinter
- Ousman Bah (* 1969), gambischer Politiker
- Ousman A. Bah (* 1973), gambischer Politiker
- Penda Bah (* 1998), gambische Fußballspielerin
- Saidu Bah Kamara (* 2002), sierra-leonischer Fußballspieler
- Samba Bah (Gouverneur), gambischer Gouverneur
- Samba D. Bah (1948–2008), gambischer Politiker
- Seedy Lamin Bah, gambischer Verwaltungsbeamter
- Sulayman Bah (Leichtathlet, 1986) (* 1986), gambisch-schwedischer Sprinter
- Sulayman Bah (Leichtathlet, 1990) (* 1990), gambischer Weitspringer
- Wakka Bah († 1923), gambischer Imam